# Filidiplosis mollis
Filidiplosis mollis är en tvåvingeart som beskrevs av Fedotova 2003. Filidiplosis mollis ingår i släktet Filidiplosis och familjen gallmyggor. Inga underarter finns listade i Catalogue of Life.